# Johann von Winterscheidt

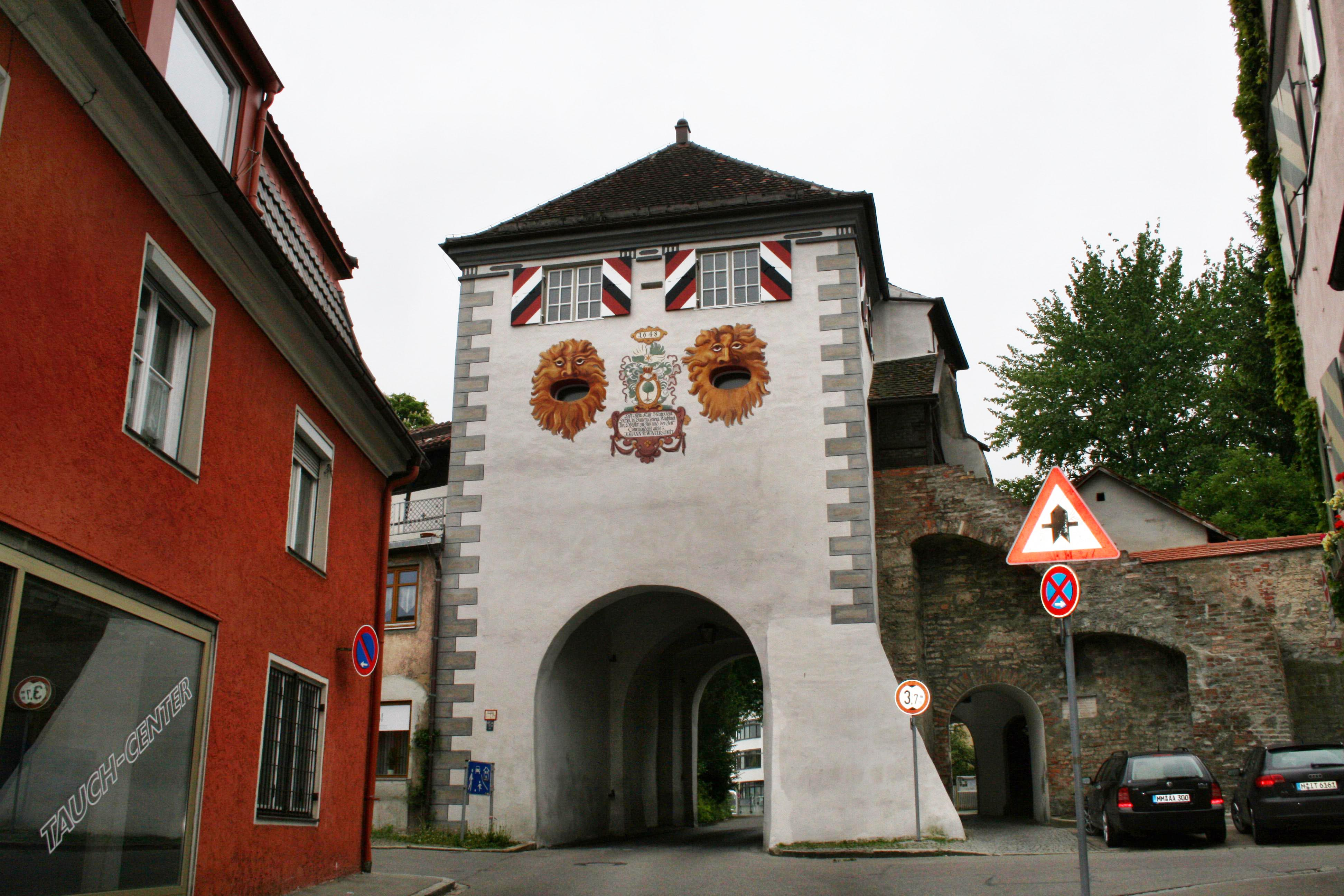
Innenseite des Lindauer Tors in Memmingen mit dem Wappen von Johann von Winterscheidt

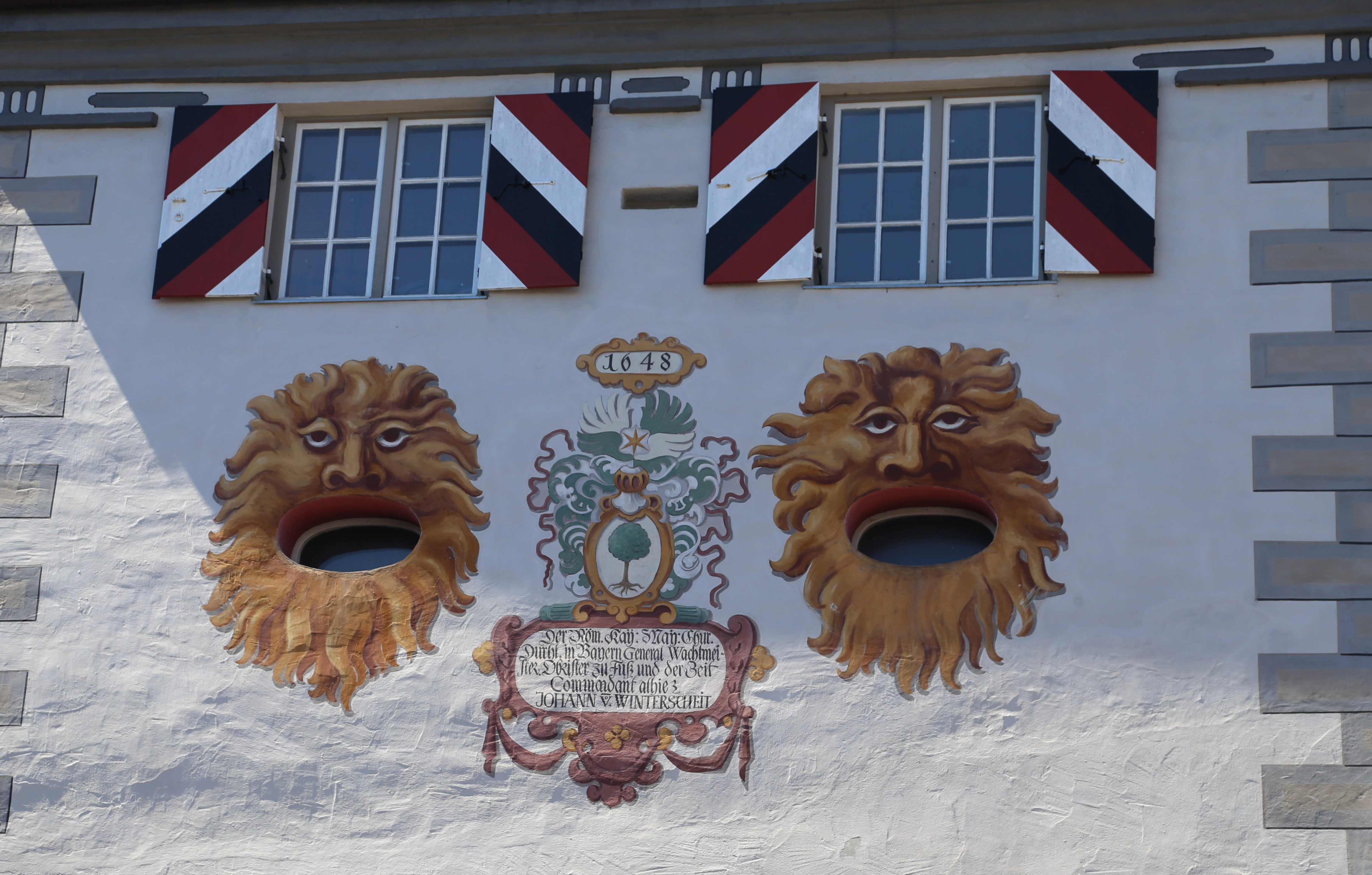
Wappen des Johann von Winterscheidt am Lindauer Tor

Johann von Winterscheidt (* um 1600; † 12. September 1654 in Biberach an der Riß) war ein kurbayerischer Generalwachtmeister während des Dreißigjährigen Krieges. Bekanntheit erlangte er als Befehlshaber des Söldners Peter Hagendorf, dessen Tagebuch die Kriegszüge von Winterscheidts Regiment dokumentiert, und als Stadtkommandant von Memmingen am Ende des Krieges.

## Leben
Johann von Winterscheidt war der Sohn von Giselbert von Winterscheidt und der ältere Bruder von Johann Conrad von Winterscheidt (* vor 1630; † 9. August 1684 in Würzburg).
Johann von Winterscheidt diente zuerst dem Kurfürsten Anselm Casimir von Mainz, später dem Kurfürsten Maximilian I. von Bayern.
1639 kommandierte er als Oberstleutnant kaiserliche und kurbayerische Truppen. Am 17. April 1641 wurde er zum Oberst ernannt und erhielt am 24. Juni 1641 das Fußregiment des Obersten Günther, in dem der Söldner Peter Hagendorf diente. Dessen Tagebuch dokumentiert die Kriegszüge des Winterscheidtischen Regiments in den Jahren von 1641 bis 1649.
Von Winterscheidt nahm mit seinem Regiment an der Schlacht bei Freiburg im Breisgau vom 3. August bis zum 10. August 1644 teil. 1646 war er zunächst Kommandant von Ingolstadt, Ende des Jahres 1646 lag er mit 1300 Mann in Memmingen, das durch den Waffenstillstand von Ulm im März 1647 an die Schweden übergeben wurde. Am 28. Juli 1647 wurde er zum Generalwachtmeister ernannt. Im September 1647 zogen kaiserliche und kurbayerische Truppen wieder nach Memmingen, um die Stadt von den Schweden zurückzugewinnen. Unter den verschiedenen Regimentern war auch das Winterscheidtische beteiligt. Es folgte ein neun Wochen andauernder heftiger Beschuss durch die verbündeten Armeen. Erst am 24. November 1647 wurde das Krugstor (Lindauer Tor) von den kaiserlichen und den bayerischen Truppen besetzt und die Schweden übergaben die Stadt. Am 25. November 1647 zogen die Schweden in geordneter Formation zum Niedergassentor (Ulmer Tor) mit Mannschaft und 100 Pferden heraus, die Stadt wurde daraufhin von bayrischen Truppen besetzt unter Winterscheidt als Kommandanten. Nach dem Friedensschluss von Münster und Osnabrück am 24. Oktober 1648 zogen die einquartierten kaiserlichen Regimenter nach und nach ab. Als letztes folgte am 25. September 1649 das Winterscheidtische Regiment. Am 29. September zog auch Generalwachtmeister Johann von Winterscheidt samt den anderen Offizieren ab.
Obwohl er als Stadtkommandant von Memmingen keine dankbare Aufgabe übernahm, erfährt er in der zeitgenössischen Chronik eine durchaus wohlwollende Beurteilung. Sein Bild soll eher einem „in Uniform gesteckten gütingen alten Herrn als einem Wüterich“ geglichen haben. Der Generalwachtmeister betrieb bereits 1648 den Wiederaufbau der Stadt, indem er das völlig zerstörte Krugstor (Lindauer Tor) neu errichten ließ. Auch als Vertreter der neuen katholischen Herrschaft ließ er die Evangelischen unbelästigt, was diese im Dankgottesdienst wegen der „Befreyung der Statt von Kriegsvolk“ am 11. Oktober 1649 dankbar erwähnten. Die Stadt widmete ihm aufgrund seines Verhaltens als letzter Stadtkommandant im Dreißigjährigen Krieg eine Straße, den Winterscheidweg. An ihn erinnert außerdem sein Wappen, das an der Innenseite des Lindauer Tors angebracht ist.
Am 13. Juli 1651 kaufte Johann von Winterscheidt für 1600 Gulden die ehemalige Stadtkanzlei von Biberach an der Riß, um dort seine Wohnung zu nehmen. Er wohnte in der Consulentengasse 3.
Nur wenige Jahre der Ruhe waren ihm vergönnt gewesen, als er am 12. September 1654 in Biberach starb. Am 16. September „gegen 6 Uhr abends in Anwesenheit des Pfarrers und mehrerer Kapuziner“ wurde er im Chor der Biberacher Pfarrkirche St. Martin beigesetzt. Bei Renovierungsarbeiten fand man 1966 in dieser Kirche hinter dem Hochaltar das Epitaph (83 × 158 cm), das noch heute an dieser Stelle steht. Nach Wappen, einem sogenannten Allianzwappen, und Inschrift lässt sich das Epitaph zweifelsfrei dem älteren der beiden Brüder, also Johann von Winterscheidt, zuordnen. Neben dem Kreuz stehen beiderseits zwei mit Buchstabenligaturen geschriebene Sinnsprüche folgenden Inhalts: (Links) „Hier lieg ich und schau über mich, Mensch geh‘ nicht vorbei, bet‘ für mich.“ (Rechts) „Hier lieg‘ ich unter der Erden, was ich jetzt bin, wirst auch du werden.“ Unter dem Totenkopf befindet sich die eigentliche Grabinschrift mit dem Sterbedatum des Generalwachtmeisters und Obristen zu Fuß Johann: „Anno 1654 den 12. September ist in Gott verschieden der wohl edel geborene und gestrenge Herr Johann von Winterschyd, der römisch kaiserlichen Majestät auch kurfürstlichen Durchlaucht in Bayern gewesener Generalwachtmeister und Obrist zu Fuß, dem Gott gnädig sein wolle“. Dem linken Wappen mit dem entwurzelten Baum im Schild begegnet man in allen von Johann unterzeichneten und gesiegelten Briefen bzw. Urkunden.
Johann von Winterscheidt hatte seine Erhebung in den Adelsstand betrieben, zu der es aber nicht mehr gekommen war. Sein jüngerer Bruder Johann Conrad von Winterscheidt (* um 1630; † 9. August 1684 in Würzburg) wurde am 25. April 1656 in den Adelsstand erhoben in Anbetracht der militärischen Verdienste der Brüder Johann von Winterscheidt und Johann Conrad von Winterscheidt während und nach dem Dreißigjährigen Krieg.

### Ehe und Familie
Johann von Winterscheidt heirate um 1638 Susanne von Walhorn (* um 1610; † um 1702). Beide hatten zusammen keine Kinder.
Der Vater von Susanne von Walhorn, Matthias von Walhorn (* um 1573; † um 1627) war der Besitzer des Kirschhofs in Eiweiler. So trat Johann von Winterscheidt um 1638 in engere Beziehung zum Kirschhof. Nach seinem Tod vermählte sich seine Witwe Susanne 1656 mit François Philippe de Vigneulles du Sart, Herr zu Freisdorf in Lothringen. Eine Urkunde vom 16. November 1654 berichtet von der Übergabe des Kirschhofs von der Witwe Susanne von Walhorn an Rosine Elisabeth von Schyrle (* um 1635 in Bolchen (Boulay); † 1699 in Würzburg), Ehefrau des Johann Conrad von Winterscheidt zum Kirschhof und ihre Halbschwester.